# La Chapelle-Rablais
La Chapelle-Rablais ist eine französische Gemeinde im Département Seine-et-Marne in der Region Île-de-France. Sie gehört zum Kanton Nangis im Arrondissement Provins. Die Bewohner nennen sich Capello-Rablaisiens. 
Sie grenzt im Westen und im Norden an Fontenailles, im Nordosten an Nangis, im Osten an Fontains, im Südosten an Villeneuve-les-Bordes und Coutençon, im Süden an Laval-en-Brie und im Südwesten an Échouboulains. Im nördlichen Gemeindegebiet verläuft der Fluss Almont.

## Bevölkerungsentwicklung
| Jahr      | 1962 | 1968 | 1975 | 1982 | 1990 | 1999 | 2008 | 2014 |
| --------- | ---- | ---- | ---- | ---- | ---- | ---- | ---- | ---- |
| Einwohner | 324  | 294  | 342  | 492  | 755  | 779  | 920  | 983  |

## Sehenswürdigkeiten
- Kirche St-Bon (siehe auch: Liste der Monuments historiques in La Chapelle-Rablais)
- Domaine des Moulineaux
- Waschhaus (Lavoir)